# 穆阿泰

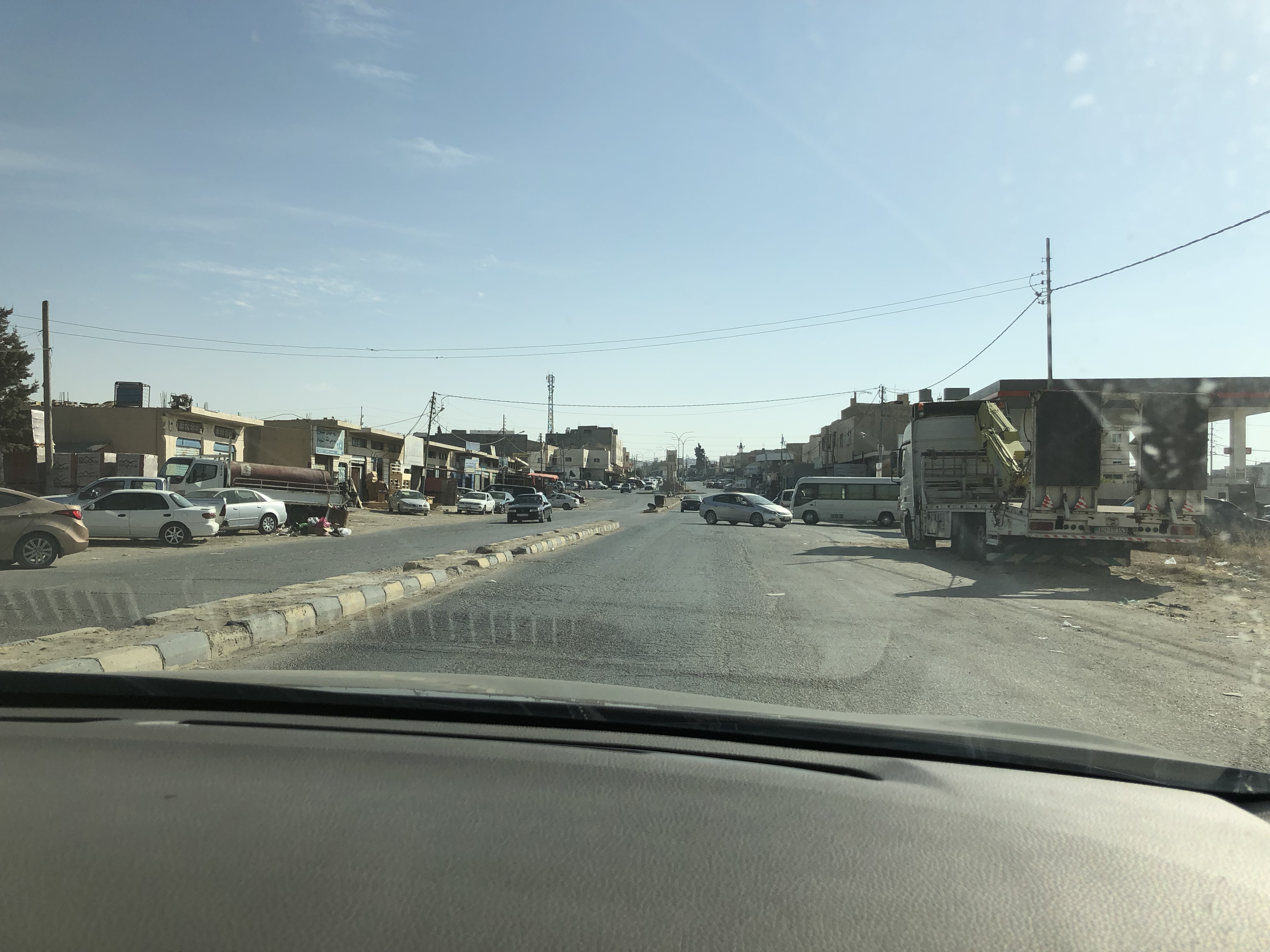
穆阿泰

穆阿泰(阿拉伯語： مُؤْتَة） 是位於约旦卡拉克省的一个城镇，海拔1100米，面积16平方公里。穆塔大學就位于穆阿泰。 穆阿泰還是穆阿泰之战的戰場。歷史上摩押人、以东人、纳巴泰人、加萨尼王国、奧斯曼土耳其帝國先後控制當地。